# 石门洞摩崖题刻
石门洞摩崖题刻位于浙江省丽水市青田县高市乡石门洞风景区内月洞旗鼓山处。唐代时，石门洞被列为道教三十六小洞天之第十二洞天。摩崖分布于旗鼓山16处，月洞64处，碑刻25通，是浙江省内摩崖题刻密度最高的地区之一。其中南朝宋2处、唐4处、宋31处、元6处、明22处、清16处、民国4处、当代1处，另17处待考。正、隶、魏、行、草、篆书各体皆备。题刻者有谢灵运、郭密之、沈括、阮元、陆毅、王崇铭、郭沫若等，大部分保存完好。1963年3月11日列入浙江省文物保护单位，2013年5月列入第七批全国重点文物保护单位。